# Esquilo-peruano
O Hadrosciurus igniventris, é uma espécie de esquilo da América do Sul.
Ocorre no Brasil, Colombia, Equador, Peru e Venezuela.